# Franjehaaien
De franjehaaien (Chlamydoselachidae) vormen een familie van grauwe haaien. Ze komen voor in Japan, Californië, Europa en in het noorden van Chili.

## Eigenschappen
Franjehaaien hebben zes kieuwspleten en één rugvin. Het lichaam is lang, zodat de dieren een beetje op een aal lijken. De aarsvin is groter dan de rugvin.
Franjehaaien komen gewoonlijk voor tussen 120 en 1280 meter diep, maar af en toe komen ze ook aan de oppervlakte. Het zijn zeldzame, relatief onbekende diepzeehaaien. Ze voeden zich waarschijnlijk met diepzeeinktvissen en bodemvissen. Franjehaaien kunnen 2 meter lang worden.

## Taxonomie
Tot de familie behoren het volgende geslacht en de volgende soort:
- Geslacht Chlamydoselachus - Garman, 1884[3]
  - Chlamydoselachus africana - Zuid-Afrikaanse franjehaai - Ebert & Compagno, 2009
  - Chlamydoselachus anguineus - Franjehaai - Garman, 1884[3]

Franjehaaien (Chlamydoselachidae) · Koehaaien (Hexanchidae)